# كاري بايرون
كاري إليزابيث بايرون (18 ديسمبر 1974) فنانة اشتهرت لدورها المميز في برنامج (بالإنجليزية: MythBusters)‏ على قناة ديسكفري.

## روابط خارجية
- كاري بايرون على موقع IMDb (الإنجليزية)
- كاري بايرون على موقع روتن توميتوز (الإنجليزية)
- كاري بايرون على موقع أول موفي (الإنجليزية)
- كاري بايرون على موقع إن إن دي بي (الإنجليزية)
- كاري بايرون على موقع قاعدة بيانات الفيلم (الإنجليزية)